# قزم غازي
القزم الغازي هو كوكب غازي لة نواة صخرية راكمت غلاف سميك من الهيدروجين والهيليوم، وغيرها من المواد المتطايرة، ونتيجة لذلك دائرة نصف قطره الكلية بين 1.7 و 3.9 قطر أرضي (1.7–3.9 R⊕).
ويستخدم هذا المصطلح في نظام تصنيف من ثلاث طبقات، يستند إلى المعدنية، للكواكب الخارجية التي تغطي فترة قصيرة، والتي تشمل أيضا الكواكب الصخرية الشبيهة بالأرض الأقل من 1.7 R⊕ والكواكب التي تزيد عن 3.9 R⊕، أي العمالقة الجليدية والغازية. لا توجد الأقزام الغازية في النظام الشمسي، ولكنها شائعة في الأنظمة الكوكبية الأخرى.
الكواكب الغازية الصغيرة والكواكب الأقرب إلى نجمهم تفقد الكتلة الجوية عبر الهروب الهيدروديناميكي بسرعة أكبر من الكواكب الأكبر والكواكب الأبعد
أصغر كوكب خارج المجموعة الشمسية معروف حتى الآن وقد يكون «كوكب غازي» هو كيبلر-138 ، كيبلر-138 أقل كتلة من الأرض ولكن لديه حجم أكبر 60٪، وبالتالي لديه كثافة (2.1 (+ 2.2 / -1.2) غرام لكل سنتيمتر مكعب) التي تشير إما إلى محتوى كبير من الماء أو ربما غلاف غازي سميك. ويمكن أن يكون الكوكب الغازي المنخفض الكتلة لديه قطره يشبه العملاق الغازي إذا كان لديه درجة الحرارة المناسبة.